# Baryscapus turionum
Baryscapus turionum är en stekelart som först beskrevs av Hartig 1838.  Baryscapus turionum ingår i släktet Baryscapus och familjen finglanssteklar. Arten är reproducerande i Sverige. Inga underarter finns listade.